# 燃烧的西藏
燃烧的西藏是一尊华人雕塑艺术家陈维明在2013年创作的玻璃钢雕塑人像，是以西藏僧侶自焚為主題。
目前雕像被放置在印度达兰萨拉大昭寺入口处。